# Pericallia haliciaca
Pericallia haliciaca là một loài bướm đêm thuộc phân họ Arctiinae, họ Erebidae.